# ترینه اوسترگارد
ترینه اوسترگارد (دانمارکی: Trine Østergaard؛ زادهٔ ۱۷ اکتبر ۱۹۹۱) بازیکن هندبال اهل دانمارک است.